# خبازيات
الخبازيات رتبة نباتية من ثنائيات الفلقة تضم 9 فصائل وفق أحد التصانيف و12 فصيلة حسب نظام تطور سلالات النباتات المزهرة المجموعة الثانية (بالإنجليزية: Angiosperm Phylogeny Group II system)‏ الذي يعتمد على الأحياء الجزيئية. تضم الفصائل التسع حوالي ستة آلاف نوع.

## التصنيف
- - الفصيلة الخبازية (الاسم العلمي:Malvaceae)
  - الفصيلة القريضية (الاسم العلمي:Cistaceae)
  - الفصيلة الدغموسية (الاسم العلمي:Cytinaceae)
  - الفصيلة النورادية (الاسم العلمي:Neuradaceae)
- رتيبة البكسونيات
  - الفصيلة البكسية
    - جنس البكسة